# Relações entre Argentina e Irã
As relações entre Argentina e Irã são as relações diplomáticas estabelecidas entre a República Argentina e a República Islâmica do Irã. A Argentina possui uma embaixada em Teerã, e o Irã possui uma embaixada em Buenos Aires. Estas relações têm sido relativamente tensas entre os dois países desde o atentado terrorista contra a Associação Mutual Israelita Argentina, em 1994. 